# Kikukawa Eizan

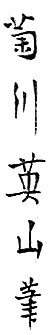
Firma de Kikukawa Eizan que se lee Kikukawa Eizan hitsu

Kikukawa Eizan (1787-1867) (Japonés: 菊川 英山) fue un pintor de ukiyo-e con el estilo Impresión xilográfica japonesa. Primero estudio con su padre, Eiji, un pintor poco conocido de la Escuela Kanō. Después estudió con Suzuki Nanrei (1775-1844), un artista de la Escuela Shijō. También se cree que estudió con el pintor de ukiyo-e, Totoya Hokkei, (1790-1850). El pintó varias obras de mujeres bellas en 1830 con el estilo de impresión xilográfica, pero abandonó el estilo de la impresión xilográfica y se dedicó a la pintura.
El artista no debe ser confundido con Harukawa Eizan, un pintor de ukiyo-e Impresión xilográfica japonesa el cual vivió en 1790. 

## Galería

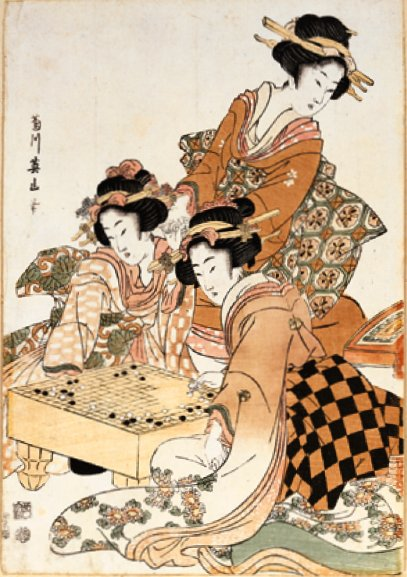
Geisha jugando a go, en Impresión xilográfica japonesa